# Четверть (единица массы)
Че́тверть (четь) — в XVII и XVIII веках в России — мера массы (веса) определённых товаров.
В другом источнике указано что Четверть — русская меры сыпучих тел, = 1/12 ласта, содержит 8 четвериков по 8 гарнцев. В торговле в четверть считается 9,5 пудов пшеницы, 6,25 пудов ржи, 7,25 пудов ячменя, 6 пудов овса. Четверть = 2,099 гектолитра.

## История
Так называемая вощаная четверть равнялась 12 пудам, употреблялась для взвешивания воска. Была одной из крупнейших весовых единиц Руси (России) того времени, её превышал только ласт (72 пуда). В «Торговой книге» указано: «Четверть, что слывет вощаная, 12 пуд, а деньгами московскими весит 2880 руб.», в другом источнике указаны 2 780 рублей; единица эта, по-видимому, составляла ¼ часть какой-то высшей единицы.
Четверть как мера массы часто смешивалась с четвертью как мерой объёма сыпучих тел (хлеба). Хлебная четверть впервые встречается в актах 1490 года, но, возможно, существовала и ранее. В 1605 году, а также в актах 1621 и 1622 годов четь муки, или круп, или толокна определена в пять пудов. В 1641 и 1669 годах четверть муки ржаной положена в 5¼ пудов, а четверть ржи в 6¼ пудов и с мехами (?); в 1654 году четверть является в 8½ пудов, а в XVIII в. она, как и куль, числилась в 7 пудов 10 фунтов. Существовала также четверть сибирская в три и четыре пуда, происшедшая от недобросовестного употребления отдаточной меры и просуществовавшая в течение всего XVII века; в 1696 году она была отменена.

Согласно примечанию (***) к странице 29 «Обозрения состава и устройства русской кавалерии…»:
Таким образом, существующая в наше время дача 21/30 гарнца овса и 20 фунт. сена в сутки подъёмным лошадям относится к старейшим штатным положениям.
 — имея в виду раскладку 6 четвертей овса на 6 месяцев, установленную для лошадей драгунских полков при Петре Великом.